# Sund (Norge)
 For alternative betydninger, se Sund. (Se også artikler, som begynder med Sund)
Sund er en tidligere  kommune i det daværende Hordaland fylke, vest for Bergen i Norge. Kommunen består i hovedsagen af den sydlige del af øen Sotra,, men også af 466 øer, holme og skær.
Den grænsede i nord til Fjell kommune. Over fjorden i øst og i syd kommer man henholdsvis til Bergen og Austevoll kommuner.
Sund blev oprettet som kommune ved indføringen af det kommunale selvstyre i 1837.
Fra 1. januar 2020 bliver Fjell-, Sund- og Øygarden kommuner lagt sammen under navnet Øygarden.